# Wojciech Bartnik
Wojciech Stanisław Bartnik est un boxeur polonais né à Olesnica le 2 décembre 1967.

## Carrière
Médaillé de bronze aux Jeux olympiques de Barcelone en 1992 dans la catégorie poids lourds, il remporte également au cours de sa carrière de boxeur amateur une médaille de bronze aux championnats d'Europe de Vejle en 1996.

### Jeux olympiques
- Médaille de bronze aux Jeux de 1992 à Barcelone

### Championnats d'Europe de boxe amateur
- Médaille de bronze en -91 kg en 1996 à Vejle, Danemark